# El Dorado (album 24kGoldn)
El Dorado – debiutancki album studyjny amerykańskiego piosenkarza 24kGoldn. Został wydany 26 marca 2021 roku przez LLC i Columbia Records. Album zawiera piosenkę „Mood”, która zadebiutowała na pierwszym miejscu na liście Billboard Hot 100. Zawiera gościnne udziały artystów takich jak: DaBaby, Future, Swae Lee i Iann Dior. 
Album został zapowiedziany przez Goldena we wrześniu 2020 roku.

## Lista utworów
Informacje zaadaptowane z serwisu Tidal.
| No.           | Tytuł                    | Twórcy                                                                                              | Producenci                           | Długość |
| ------------- | ------------------------ | --------------------------------------------------------------------------------------------------- | ------------------------------------ | ------- |
| 1.            | „The Top”                | - Golden Von Jones - Jasper Harris - Keegan Bach - Subhaan Rahman                                   | - Harris - KBeazy - Haan             | 3:16    |
| 2.            | „Company” (gośc. Future) | - Jones - Nayvadius Wilburn - Nicholas Mira - Omer Fedi - Blake Slatkin                             | - Nick Mira - Fedi - Slatkin         | 3:33    |
| 3.            | „Love or Lust”           | - Jones - Billy Walsh - Louis Bell - Fedi                                                           | - Bell - Fedi                        | 2:56    |
| 4.            | „Outta Pocket”           | - Jones - Mira - Fedi - Slatkin - Nicco Catalano                                                    | - Mira - Fedi - Slatkin - Neek       | 2:27    |
| 5.            | „Coco” (gośc. DaBaby)    | - Jones - Jonathan Kirk - Fedi - Jace Jennings                                                      | - 94Skrt - Fedi                      | 2:22    |
| 6.            | „Butterflies”            | - Jones - D'Kyla Woolen - Fedi - Bach - Slatkin - Westen Weiss                                      | - Fedi - KBeazy - Slatkin - Weiss    | 3:40    |
| 7.            | „Breath Away”            | - Jones - Walsh - Carter Lang - Fedi - Bach - Slatkin - Carter Lang                                 | - Lang - Fedi - KBeazy - Slatkin     | 2:51    |
| 8.            | „Yellow Lights”          | - Jones - Fedi - Slatkin - Jennings - Jacob Greenspan                                               | - 94Skrt - Fedi - Slatkin - JaeGreen | 2:26    |
| 9.            | „3, 2, 1”                | - Jones - Tatiauna Matthews - Donald Andrews - Mira - Kim Candilora II - Rio Leyva - Fedi - Slatkin | - Internet Money - Fedi - Slatkin    | 2:12    |
| 10.           | „Empty” (gośc. Swae Lee) | - Jones - Khalif Brown - Mira - Fedi - Bach - Slatkin                                               | - Mira - Fedi - KBeazy - Slatkin     | 2:43    |
| 11.           | „Cut It Off”             | - Jones - Fedi - Slatkin - Catalano                                                                 | - Fedi - Slatkin - Neek              | 2:35    |
| 12.           | „Don’t Sleep”            | - Jones - Rami Yacoub - Walsh - Ilya Salmanzadeh - Fedi                                             | - Ilya - Fedi                        | 3:27    |
| 13.           | „Mood” (gośc. Iann Dior) | - Jones - Michael Olmo - Bach - Fedi - Slatkin                                                      | - KBeazy - Fedi - Slatkin            | 2:21    |
| Cała długość: | Cała długość:            | Cała długość:                                                                                       | Cała długość:                        | 36:49   |

## Pozycje na listach
| Lista (2021)                        | Pozycja |
| ----------------------------------- | ------- |
| Australia (ARIA)                    | 75      |
| Belgia (Ultratop Flanders)          | 124     |
| Kanada (Billboard)                  | 7       |
| Dania (Hitlisten)                   | 28      |
| Holandia (Album Top 100)            | 44      |
| Finlandia (Suomen virallinen lista) | 31      |
| Francja (SNEP)                      | 127     |
| Irlandia (IRMA)                     | 85      |
| Włochy (FIMI)                       | 77      |
| Litwa (AGATA)                       | 10      |
| Norwegia (VG-lista)                 | 9       |
| Szwecja (Sverigetopplistan)         | 43      |
| USA (Billboard 200)                 | 22      |
| USA (Top Alternative Albums)        | 3       |

## Certyfikaty i sprzedaż
| Kraj                      | Certyfikat      | Sprzedaż   |
| ------------------------- | --------------- | ---------- |
| Dania (IFPI Danmark)      | złota płyta     | 10 000+    |
| Kanada (MC)               | platynowa płyta | 80 000+    |
| Polska (ZPAV)             | złota płyta     | 10 000+    |
| Stany Zjednoczone (RIAA)  | platynowa płyta | 1 000 000+ |
| Szwajcaria (IFPI Schweiz) | złota płyta     | 10 000+    |